# Zmaj Fizir FP-2
O Zmaj Fizir FP-2 foi um avião monomotor biplano de treinamento avançado da Iugoslávia. Foi designado por Rudolf Fizir e Dušan Stankov e construído na fabrica da Zmaj de Zemun em 1936.

## Design e desenvolvimento
Em 1933 o comando da Força Aérea Real da Iugoslávia (FARI), decidiu substituir os seus aviões antigos por modernos treinadores, para um transicional treinamento básico de combate. A Zmaj designou um protótipo de biplano o Fizir FP-1, para o treino transicional de pilotos, mas este se mostrou insatisfatório em todos os requerimentos da FARI. Como resultado desta rejeição os designers e engenheiros Rudolf Fizir e Dušan Stankov realizaram modificações no FP-1 e protótipo retornou com a designação de Zmaj Fizir FP-2.

## História operacional
Um total de 66 aeronaves desta configuração foram enviadas à Força Aérea Real da Iugoslávia que serviram de 1936 até 1941. Com uso primário para treinamento militar de pilotos. Foram 20 entregues no início de 1936 e mais 45 de 1938 a 1940, uma terceira entrega foi introduzida com equipamento para voo cego. Estes possuíam painel de controle similar aos das aeronaves Rogožarski PVT. A quinta série (15 cópias encomendadas em 1940) não foram completadas por causa do início da guerra em abril. No início de 1943 os nazistas completaram a série 5 do Zmaj Fizir FP-2 para a Força Aérea da Croácia, mas à 22 de outubro de 1944 (Dia da Liberação de Zemun) somente 8 aeronaves foram entregues. Os 7 outros foram completados e apanhados após a libertação e usados pela força aérea do exército iugoslavo. O total de aeronaves Zmaj Fizir FP-2 foi de 81.

## Operadores
- Reino da Iugoslávia
- Iugoslávia
- Estado Independente da Croácia
- Reino de Itália (1861–1946)